# Lycée Pierre-de-Fermat
A Lycée Pierre-de-Fermat egy francia állami közép- és felsőoktatási intézmény Toulouse-ban. A Parvis des Jacobins de Toulouse-ban található, a Toulouse-i Capitolium közvetlen közelében; Hôtel de Bernuy néven nagy helyet foglal el a város központjában. A kolostor és a jakobinusok temploma mellett.
A 2021-es tanév elején az intézetnek 9 másod-, első- és utolsó osztálya van, amik átlagosan 30 tanulóból álltak. Összesen valamivel több mint 1800 diákja volt, köztük 950 tanuló a nagyiskolák előkészítő osztályaiból (CPGE).

## Ismert diákok
- Georges Pompidou, Franciaországban az V. Köztársaság második közvetlenül választott köztársasági elnöke 1969. június 20-ától haláláig
- Paul Sabatier, francia vegyész